# Anne-Christine d'Adesky
Anne-Christine d'Adesky, née en 1958, est une journaliste et militante des droits des femmes et des personnes LGBT américaine, d'origine haïtienne. Elle est aussi l'une des six fondatrices du collectif new-yorkais Lesbian Avengers et une figure importante d'ACT UP et de la lutte contre le sida. Elle entretient un fort lien avec Haïti où elle s'occupe de plusieurs programmes humanitaires en faveur des femmes et des adolescentes.

## Biographie

### Jeunesse et formation
Anne-Christine d'Adesky naît en Floride, dans une riche famille francophone, d'origine haïtienne. Elle obtient une licence du Barnard College de New York en 1979 et une maîtrise en journalisme de la Graduate School of Journalism de l'Université Columbia en 1982.

### Carrière de journaliste
Dans les années 1980, Anne-Christine d'Adesky est correspondante à Haïti pour le Los Angeles Times, The San Francisco Examiner et The Village Voice. Elle écrit sur le VIH pour divers journaux, y compris le New York Native et In These Times, et plus tard, pour des magazines dont The Advocate, SEED et The Nation. L'Organisation mondiale de la santé la considère comme experte du sujet et lui commande plusieurs textes[réf. nécessaire].
De 1992 à 1998, elle est rédactrice en chef du magazine Out chargée de la couverture de la pandémie de VIH,. En 1998, elle lance le magazine HIV Plus, dont elle est rédactrice en chef pendant deux ans avant que le magazine ne soit vendu à The Advocate.
Elle se tourne ensuite vers la création d'une série documentaire sur le sida dans le monde pour le bulletin de la Foundation for AIDS Research. En 2003, elle coproduit Pills, Profits, Protest: Chronicle of the Global AIDS Movement, un documentaire sur l'activisme mondial contre le sida.
En 2017, elle publie ses mémoires de journaliste engagée dans la lutte contre le sida sous le titre The Pox Lover: An Activist's Decade in New York and Paris.

### Activisme et humanitaire
Membres d'ACT UP, elle participe à sa première manifestation à Wall Street et à d'autres actions destinées à obtenir un accès plus rapide des malades du SIDA aux médicaments.
Elle est l'une des six fondatrices du collectif Lesbian Avengers, fondé à New York en 1992 qu'elles présentent comme « un groupe d'action axé sur des questions vitales pour la survie et la visibilité des lesbiennes ».
En 2003, Anne-Christine d'Adesky commence un travail humanitaire en Afrique, en se concentrant sur la question des violences sexistes liées au sida et l'usage du viol dans les guerres d'Afrique de l'Est. Elle lance et co-dirige une initiative mondiale WE-ACTx, basée à San Francisco et Kigali, qui aide les femmes rwandaises touchées par le VIH, survivantes de viols génocidaires et orphelines. WE-ACTx a fourni des soins gratuits à des milliers de personnes séropositives.
Au lendemain du tremblement de terre du 12 janvier 2010, elle se rend en Haïti. Elle y effectue un reportage pour World Pulse et le Global Post, puis lance un blog sur la réponse humanitaire post-séisme intitulé Haiti Vox. Elle fonde également une coalition féministe avec des militantes haïtiennes et de la diaspora, PotoFanm + Fi (Pilier Femmes et Filles, en créole haïtien). Elles promeuvent le rôle, les besoins et la voix des femmes haïtiennes dans l'effort de reconstruction. L'année suivante, elle lance le groupe PotoFi (Girls Pillar) et documente les dimensions sexistes de l'après tremblement de terre et son impact sur les adolescentes. Dans le livre qu'elle écrit avec PotoFi, intitulé Beyond Shock: Charting the Landscape of Sexual Violence in Post-Quake Haiti, Anne-Christine d'Adesky montre que les adolescentes haïtiennes ont subi un poids disproportionné de la catastrophe, comme en témoigne la marée de grossesses liées aux violences sexuelles[réf. nécessaire].

## Publications
- (en) Anne-Christine D'Adesky, Under the Bone, Farrar, Straus, and Giroux, 1994 (ISBN 978-0-374-28066-6, lire en ligne)
- (en) Anne-Christine D'Adesky, Moving Mountains: The Race to Treat Global AIDS, Verso, 2006 (ISBN 978-1-84467-543-2, lire en ligne)
- (en) Anne-Christine D'Adesky et PotoFanm+Fi, Beyond Shock: Charting the Landscape of Sexual Violence in Post-quake Haiti, UCSB Center for Black Studies Research, 2013 (ISBN 978-0-9765036-7-5, lire en ligne)
- (en) Anne-Christine d'Adesky, The Pox Lover: An Activist's Decade in New York and Paris, UW Press, 2017 (ISBN 978-0-299-31110-0 et 978-0-299-31118-6, lire en ligne)

## Filmographie
- 2003 : Pills, Profits, Protest: Chronicle of the Global AIDS Movement

## Nominations
- 1998 : Prix Pulitzer (reportage d'investigation)[14]
- 1998 : Prix George-Polk (reportage international)